# De Cuserstraat
De Cuserstraat is een straat in Amsterdam-Zuid.

## Geschiedenis en ligging
De straat kreeg haar naam per raadsbesluit van 15 januari 1958 en 21 juli 1965 (verlenging) en is vernoemd naar Willem Cuser, baljuw van Amstelland, Waterland en Rijnland in 1326 en 1327. Meerdere straten in de buurt werden naar baljuwen etc. vernoemd.
Ze is gelegen in Buitenveldert en verbindt de Buitenveldertselaan met de Amstelveenseweg. Het oostelijke deel loopt evenwijdig aan de kom Kleine Wetering en het bijbehorende 't Kleine Loopveld. Wat verderweg is de Kalfjeslaan, hier alleen voor voetgangers en fietsers, een belangrijke route. Het westelijke deel begint bij brug 802 en de kruising met de Van der Boechorststraat. Ze komt dan uit op de Amstelveenseweg.
De straat, een dertig kilometerzone met verkeersdrempels, is grotendeels een woonstraat.

## Gebouwen
De straat werd in de jaren zestig volgebouwd. De huisnummers lopen op van 3 tot en met 100. Frappant is dat de even huisnummers pas beginnen bij 80. 
De oneven huisnummers staan aan de zuidkant. De straat begint aan die kant met de Christelijke Scholengemeenschap Buitenveldert; het is gevestigd in rijksmonument De Cuserstraat 3. Ten westen daarvan staat een aantal luxe stadsvilla’s van eind jaren zestig, waarin op nummer 11 het consulaat generaal van de republiek Suriname is gevestigd.. Deze gebouwen staan met hun achtergevel aan het water van de Kleine Wetering. Er zijn hier bekende architecten aan het werk geweest zoals Bart Olof van den Berg (nr. 5), Jan van der Laan ( met collega’s Jan Hermans, Theo van der Eerden en  Jules Kirsch op nr. 11), Evers en Sarlemijn (nr. 13) en Hein Salomonson (nr. 15).
Nadat de straat de brug overgetrokken is begint bij huisnummer 27 een aantal geschakelde villa’s. Deze zijn ontworpen door Zeeger Gulden en Ger Husslage. De zuidelijke wand sluit af met twee kantoorgebouwen van aanmerkelijk latere datum op nummers 83 (2010) en 93 (1989). 
Aan de noordzijde staan natuurlijk ook woonhuizen, maar die hebben meest adressen aan de op De Cuserstraat aansluitende zijstraten. Een uitzondering daarop is een haakvormige blok aan het eind. De Rotterdamse architect Herman Bakker uitwierp voor de straat Bolenstein vijf haakvormige blokken waarvan die aan De Cuserstraat de zuidelijkste is. Het zijn galerijflats; de adressen aan De Cuserstraat hebben de eerder genoemde huisnummers 80 tot en met 100.

## Kunst
Kunst in de openbare ruimte is er niet te vinden in de straat. Echter op het schoolterrein staat een aantal zogenaamde kletsmuurtjes van Charles Karsten.  

## Openbaar vervoer
Na de ingebruikname van de Amstelveenlijn eind 1990 verviel voor het verkeer de mogelijkheid om vanuit de straat linksaf de Buitenveldertselaan in te rijden en kan men alleen rechtsaf richting Amstelveen rijden. Wel verscheen er een bussluis die tot eind 2014 in gebruik bleef maar sindsdien rijdt er na bijna 50 jaar geen reguliere buslijn van het GVB meer door de straat. Van 1965-1997 was aan het einde van de straat bij de Amstelveenseweg een aanzienlijk buseindpunt maar tegenwoordig bevindt zich op die plek een aantal kantoren.

## Afbeeldingen

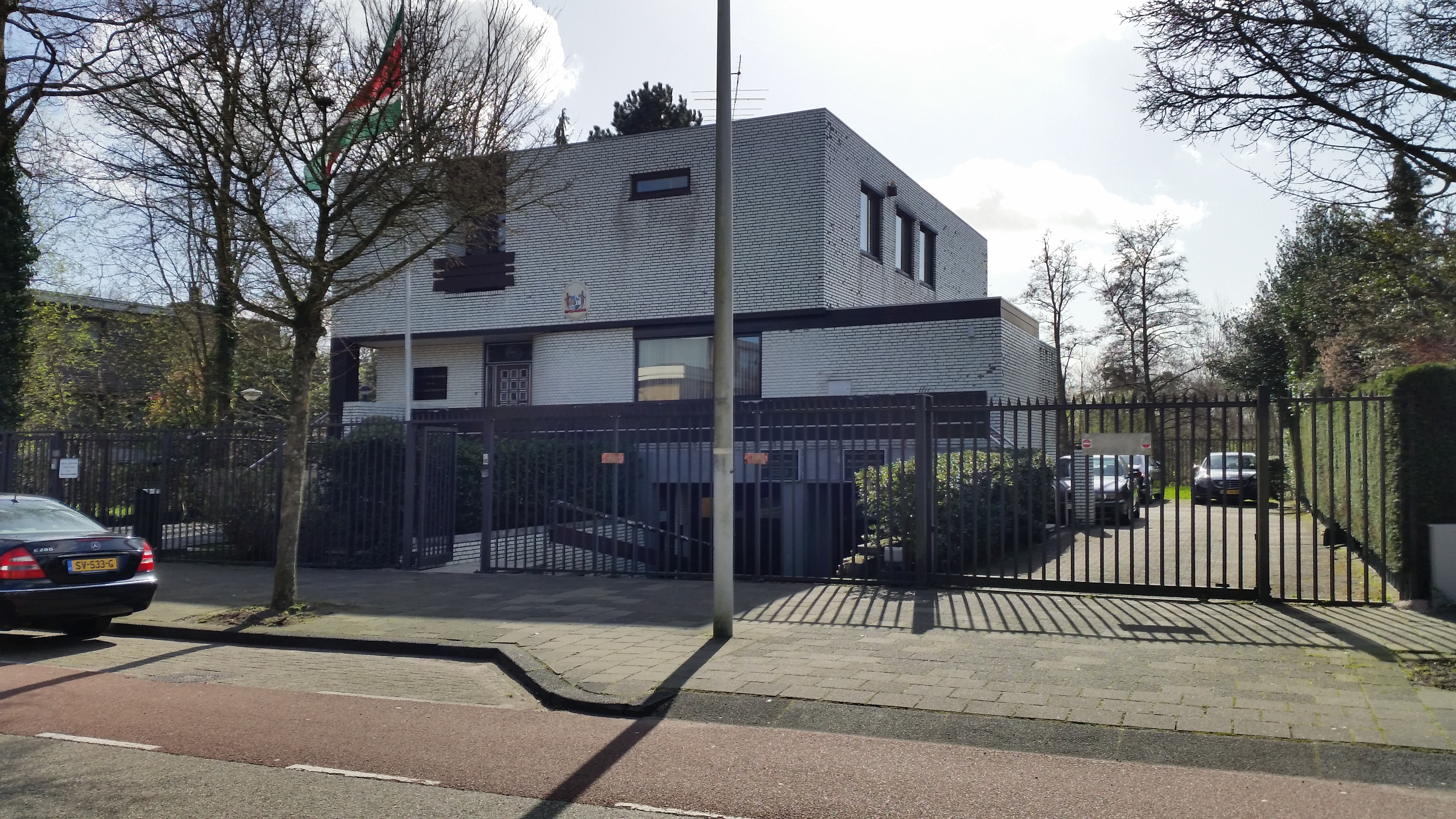
Huisnnumer 11 (maart 2020)
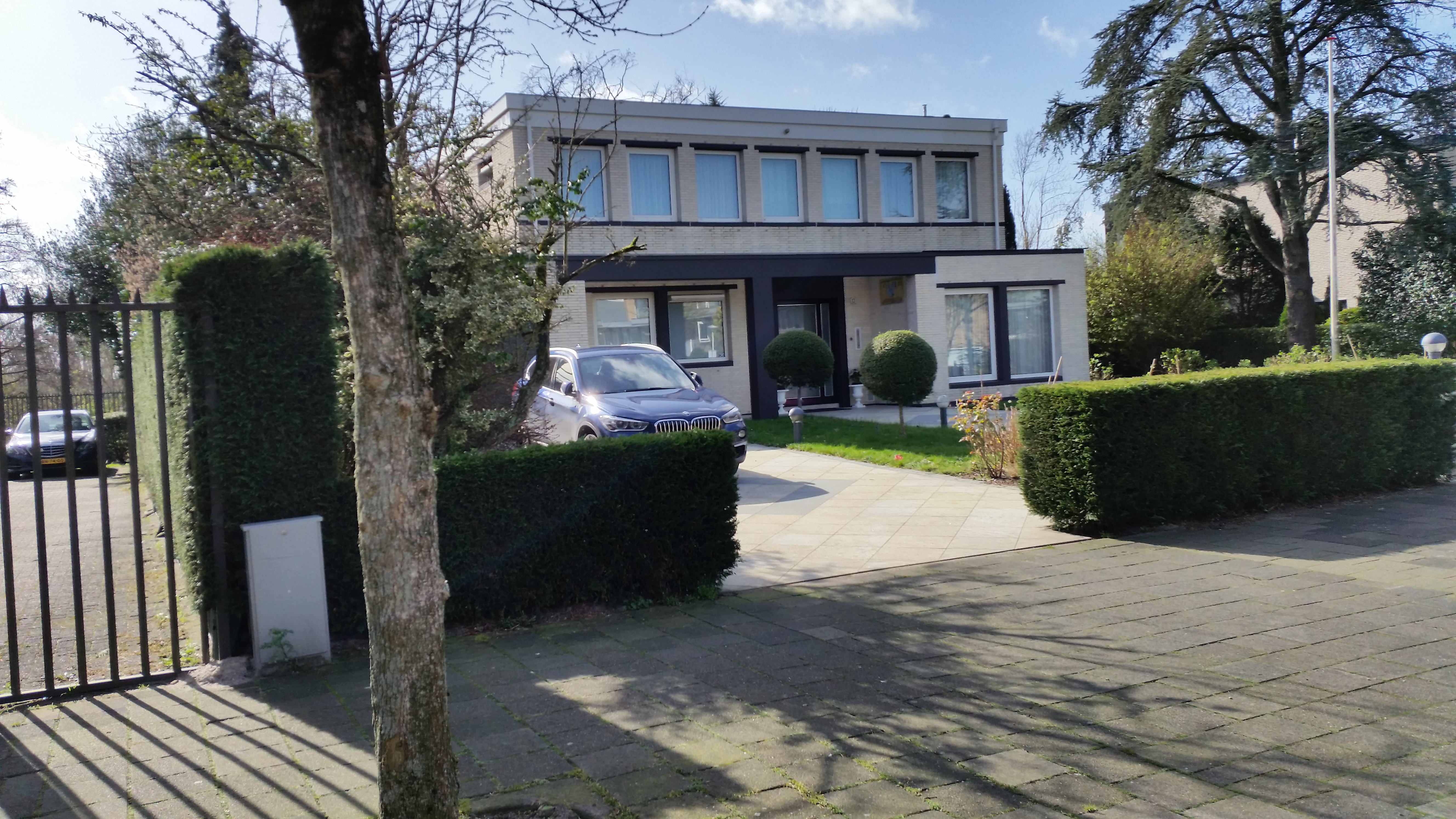
Huisnnumer 13 (maart 2020)
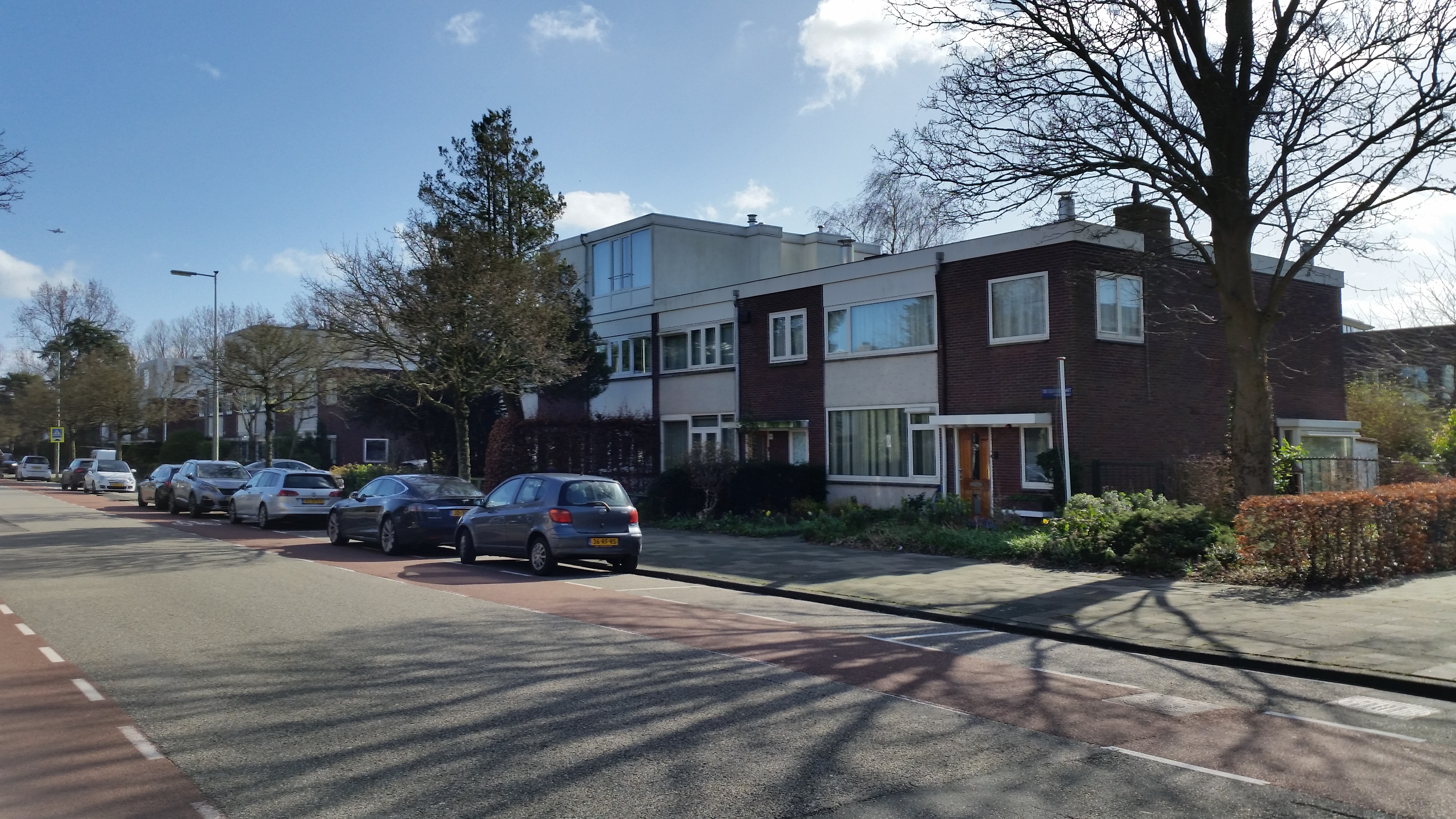
Deel van huisnummers 27-81 (maart 2020)
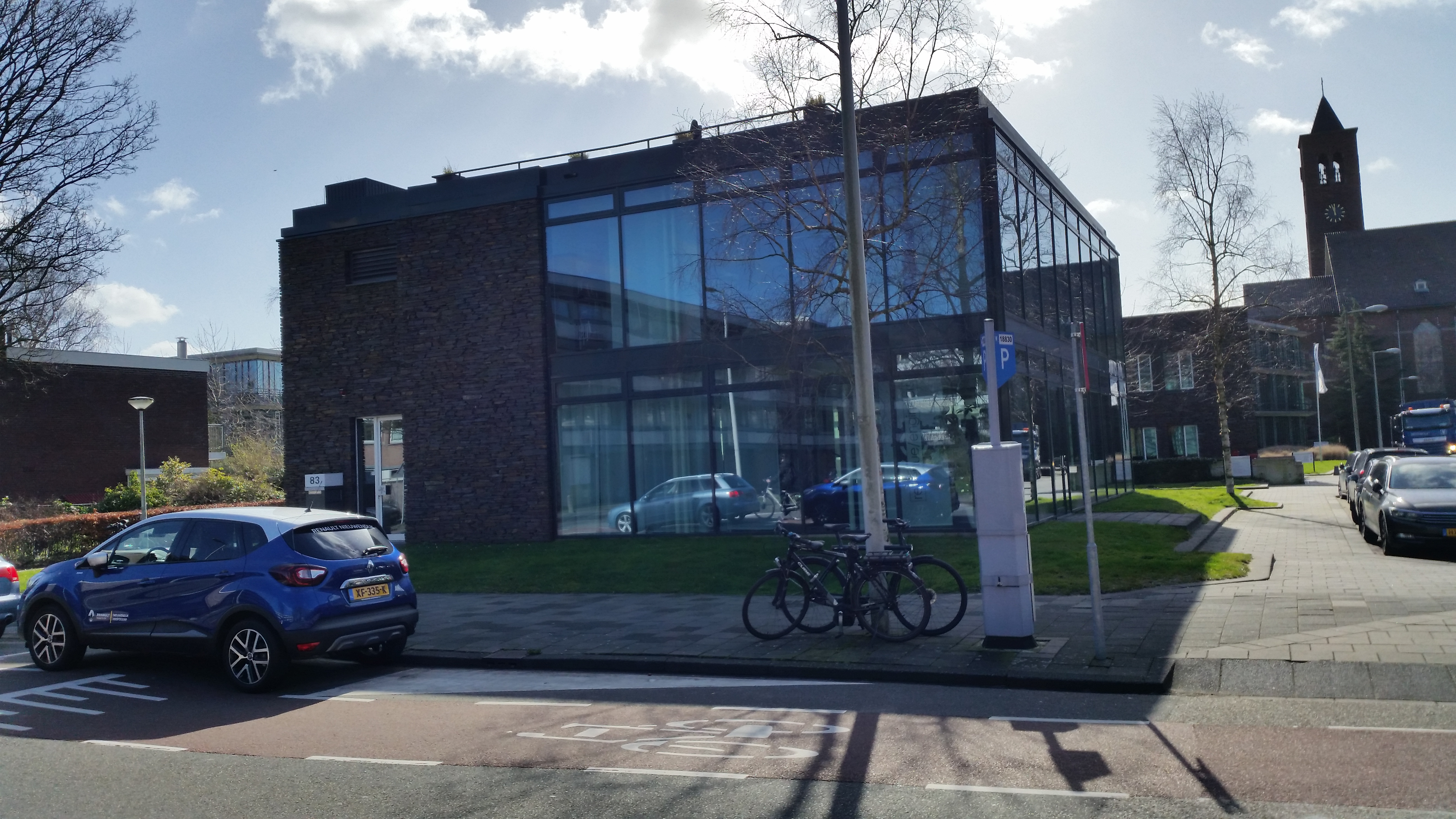
Huisnnumer 83 (maart 2020)